# Janet Anderson (golfspelare)
Janet Anderson, född 10 mars 1956 i West Sunbury i Pennsylvania, är en amerikansk golfspelare.
Anderson blev medlem på den amerikanska LPGA-touren 1978 och samma år utsågs hon till årets nykomling av tidningen Golf Digest. Hennes bästa period i proffskarriären var i början av 1980-talet trots att hon bara vann en tävling. Hon slutade bland de tio bästa nio gånger 1981 och fyra gånger 1983, var bland de fem bästa tre gånger 1984 och 1985 kom hon tvåa i Rail Charity Golf Classic. Hennes största framgång var hennes enda LPGA-seger som kom i majortävlingen US Womens Open 1982. Hon är därmed en av 14 spelare i LPGA-tourens historia som har vunnit US Womens Open som sin första LPGA-seger.
Efter 1985 hade hon inga större framgångar förutom en tiondeplats 1991 och en sjundeplats 1994. Hennes sista säsong på LPGA-touren var 1997.
| Majorsegrare genom tiderna                                                                                      |                |                |               |               |
| 100 olika spelare har vunnit i damernas majortävlingar. Janet Anderson var den 50:e spelaren som vann en major. |                |                |               |               |
| 1:a | 49:e           | 50:e           | 51:a          | 100:e         |
| Mrs. Lee Mida                                                                                                   | Jan Stephenson | Janet Anderson | Patty Sheehan | Paula Creamer |
| Lista över golfens majorsegrare                                                                                 |                |                |               |               |